# Evert Horn
Evert Karlsson horn af Kanckas (Castillo de Haapsalu, Estonia, 11 de junio de 1585-Pskov, Rusia, 30 de julio de 1615) fue un Mariscal de campo sueco.

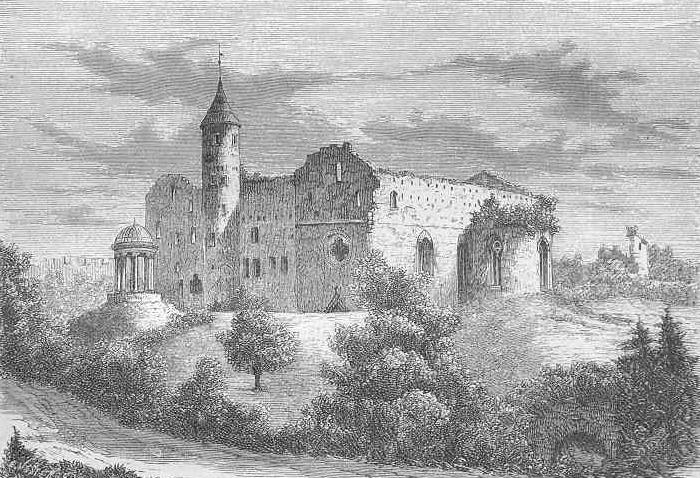
Castillo de Haapsalu, donde nació Evert Horn, en un grabado de 1889.

Nació de la unión del miembro del Consejo de Privados del Imperio Sueco Carl Henriksson horn af Kanckas (1550-1601) y Agneta von Dellwig. Era hermano del mariscal de campo Gustaff Karlsson Horn.
Al igual que sus hermanos Gustaff, Henrik y Klas, Evert recibió una buena educación, acorde con su rango. Ya en su juventud eligió iniciar una carrera militar en la Livonia Sueca. Cabe destacar su participación en las campañas de Gustavo II Adolfo a favor y en contra de Rusia entre 1609 y 1617. Sobre todo es de resaltar su papel en la Campaña De la Gardie, junto a Jacob De la Gardie en 1609-10. Entre otro hechos notables, Evert lideró a la tropa en la toma de diversas ciudades, Staraya Rusa, Koporie, Yama, Ivangorod y Gdov.
Tras esta ofensiva, Evert tardó poco en ser ascendido de teniente coronel a teniente general, siendo nombrado gobernador en 1613 de Narva, Ivangorod, Yama y Koporie. Ese mismo año contrajo matrimonio con Margareta Fincke (†1647), hija del gobernador Godick Fincke e Ingeborg Nilsdotter Boije. El único hijo de la pareja fue el posteriormente mariscal de campo y consejero imperial Gustaff Evertsson Horn (1614-1666).

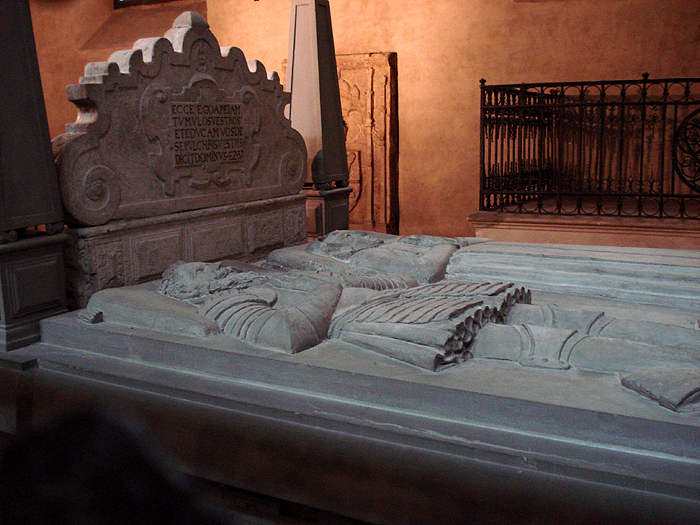
Sarcófago de Evert Horn y Margareta Fincke en la catedral de Turku.

En 1614 Evert Horn fue nombrado Mariscal de Campo, siendo un personaje que gozaba del respeto y la estima del rey. Durante el asedio de Pskov, a finales de julio de 1615, recibió un impacto de bala que le produjo la muerte. Fue enterrado en presencia del rey Gustavo Adolfo en la catedral de Turku el 25 de febrero de 1616.